# Guia (profissão)

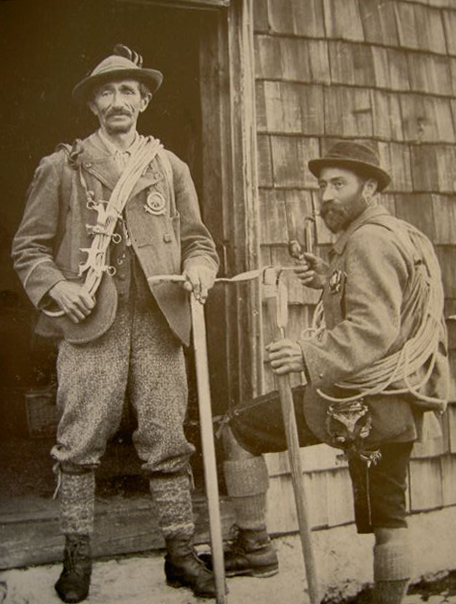
Os guias de montanha alpinos austríacos Anselm Klotz (à esquerda) e Josef Frey (à direita), no século XIX.

Um guia é uma pessoa que conduz viajantes, esportistas ou turistas por locais desconhecidos ou não-familiares. O termo também pode ser aplicado a uma pessoa que lidera outras pessoas para objetivos mais abstratos, como conhecimento ou sabedoria.

## Viagens e recreação
No passado, exploradores que se aventuravam em territórios desconhecidos por seu próprio povo invariavelmente contratavam guias. Os exploradores militares Lewis e Clark foram contratados pelo Congresso dos Estados Unidos para explorar o Pacífico Noroeste . Eles, por sua vez, contrataram o nativo americano Sacagawea, mais qualificado, para ajudá-los. Wilfred Thesiger contratou guias nos desertos em que se aventurou, como Kuri em sua jornada às Montanhas Tibesti em 1938.

### Guia de turismo

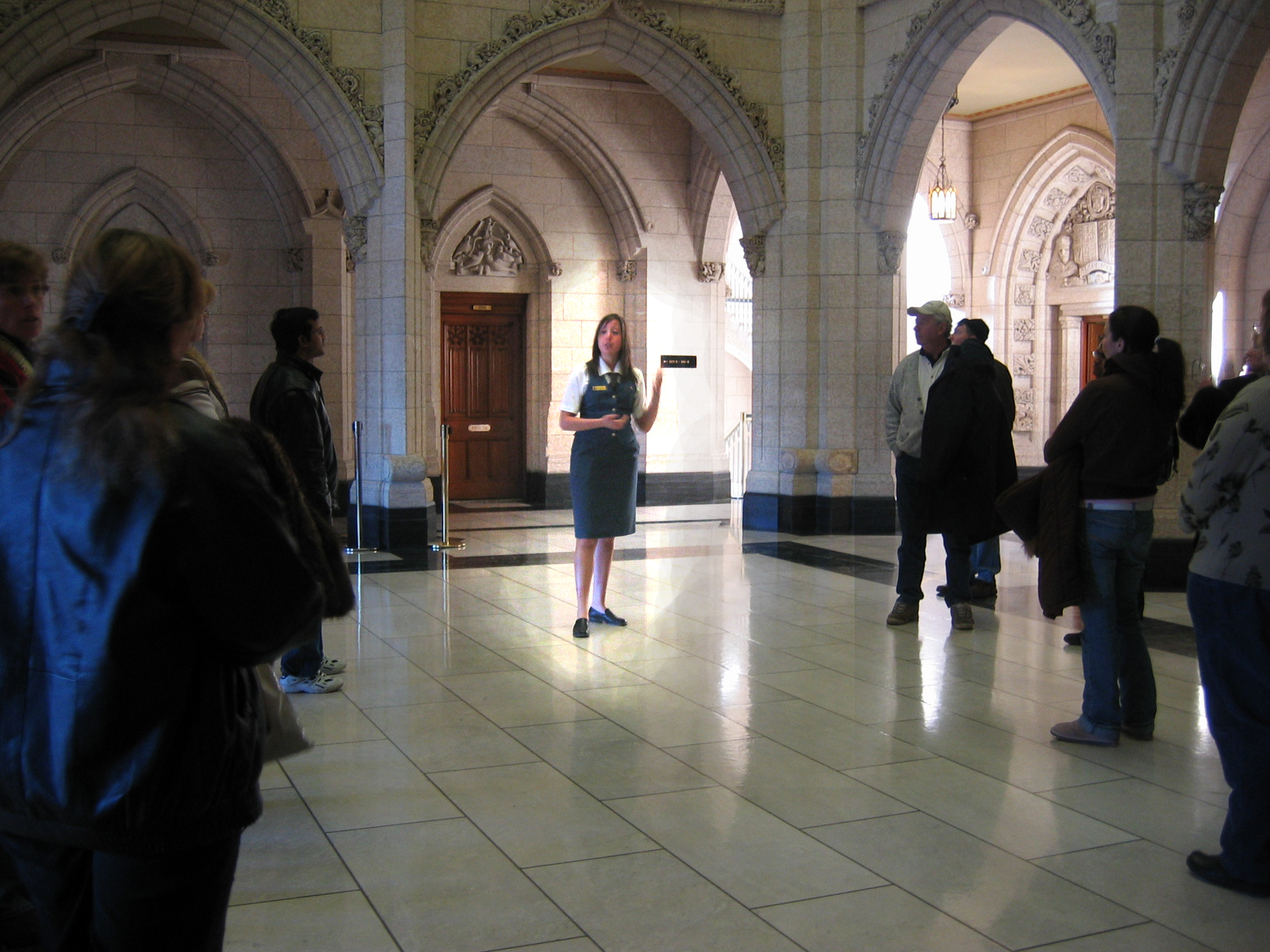
Um guia turístico no Centre Block no Canadá.

Os guias turísticos conduzem os visitantes pelas atrações turísticas e fornecem informações sobre a importância natural e cultural delas. Muitas vezes, eles também atuam como intérpretes para viajantes que não falam o idioma local. Sistemas automatizados, como tours de áudio, às vezes substituem guias turísticos humanos. Os operadores turísticos geralmente contratam guias para liderar grupos de turistas.

### Guia de montanha
Os guias de montanha são aqueles empregados no montanhismo; eles não servem apenas para mostrar o caminho, mas assumem a posição de escaladores profissionais com conhecimento especializado em rochas e técnicas de escalada na neve, que eles transmitem aos amadores, ao mesmo tempo em que garantem a segurança do grupo de escalada. Esta classe profissional de guias surgiu em meados do século XIX, quando a escalada alpina foi reconhecida como um esporte. 
Na Suíça, o comité central do Clube Alpino Suíço emite uma tarifa de guias que fixa os preços para guias e carregadores; existem três secções, para os Alpes Valais e Valdenses, para o Oberland Bernês e para a Suíça central e oriental. 

Em Chamonix, na França, foi erguida uma estátua em homenagem a Jacques Balmat, que foi o primeiro a escalar o Monte Branco em 1786.  Outros guias europeus notáveis são Christian Almer, Jakob e Melchior Anderegg, Klemens Bachleda, Auguste Balmat, Alexander Burgener, Armand Charlet, Michel Croz, François Devouassoud, Angelo Dibona, Andreas Heckmair, a família Innerkofler, Conrad Kain, Christian Klucker e Matthias Zurbriggen.

### Guia de vida selvagem

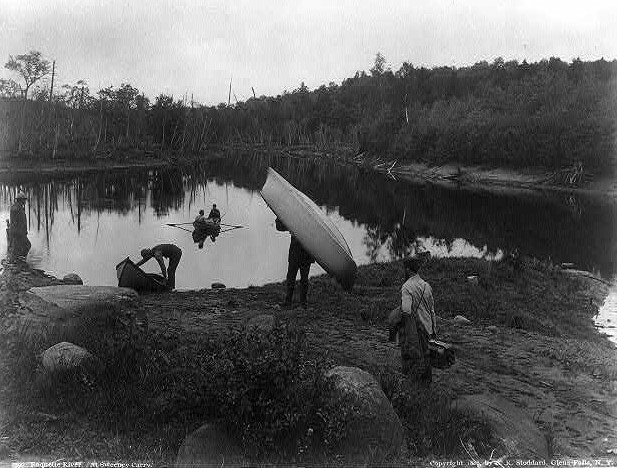
Guias Adirondack transportando e remando barcos-guia no Rio Raquette, 1888.

Um guia de vida selvagem lidera grupos pagos por áreas remotas que podem incluir terra, corpos d'água e terras altas — mas não tão altas e técnicas a ponto de exigir as habilidades de um guia de montanha. Os guias de áreas selvagens nos Estados Unidos são historicamente e romanticamente associados às Montanhas Adirondack do estado de Nova York, onde eles estabeleceram pela primeira vez a aplicação de suas habilidades como um comércio amplamente aceito e financeiramente compensado.
Espera-se que os guias de áreas selvagens tenham domínio de habilidades de sobrevivência (como fazer abrigos, fazer fogo, navegação e primeiros socorros) e compreensão da ecologia e da história do local onde guiam. Outras habilidades comuns entre os guias incluem artesanato tradicional e métodos de culinária, pesca, caça, observação de pássaros e conservação da natureza.
Os passeios em áreas selvagens geralmente ocorrem a pé, embora auxílios como esquis e raquetes de neve, e meios de transporte como canoas, caiaques, trenós, animais de carga e motos de neve sejam utilizados quando apropriado. 

### Guia de caça
Guias de caça são contratados por aqueles que buscam caçar animais selvagens, especialmente animais de grande porte na natureza. Os guias de caça europeus que trabalham na África são às vezes chamados de caçadores brancos, embora o termo seja mais comumente usado no contexto do início do século XX.

### Guia de safári
Guias são empregados em safáris, hoje geralmente apenas para observar e fotografar a vida selvagem, historicamente para caça de animais de grande porte. Os guias de safári são autônomos ou trabalham para ou por meio de um serviço de guia. Não há qualificações definidas ou procedimentos universais de licenciamento; os costumes e requisitos variam de acordo com o local. Em vez disso, muitos guias optam por pertencer a uma associação profissional.  Eles geralmente estão vinculados a países específicos e são regidos por suas leis e políticas. Associações como a Field Guides Association of Southern Africa (FGASA)  e a Uganda Safari Guides Association (USAGA)  desempenham um papel importante na formação e educação dos guias de safari para melhorar os seus conhecimentos e a segurança do grupo. Muitos guias de safári famosos estão na lista de caçadores de animais de grande porte famosos.

### Guia de pesca
Os guias de pesca têm uma longa história. Seu trabalho abrange desde auxiliar na pesca com mosca em pequenos riachos ou lagos até pesca esportiva em águas profundas e salgadas. Algumas áreas onde os guias de pesca são populares incluem a costa norueguesa, o arquipélago sueco, a costa da Flórida e várias partes do Canadá. Os termos populares "fretamento de pesca" ou "barco fretado" implicam os serviços de um guia, seja o capitão da embarcação, um marinheiro qualificado ou um esportista experiente.

### Guia fluvial
Guias fluviais conduzem clientes em passeios de um dia e expedições noturnas nos rios. Espera-se que eles identifiquem e naveguem pelas características do rio de forma eficaz em suas embarcações de escolha. Uma grande variedade de embarcações são utilizadas, incluindo balsas infláveis, canoas, caiaques infláveis e de casco rígido, pranchas de stand-up paddle, barcos de deriva e barcos a jato.   Guias que trabalham rotineiramente em águas rápidas ou ao redor delas praticam técnicas de resgate em águas rápidas e as empregam quando necessário. Alguns guias fluviais oferecem outros serviços, como pesca e observação da vida selvagem.

## Guias militares

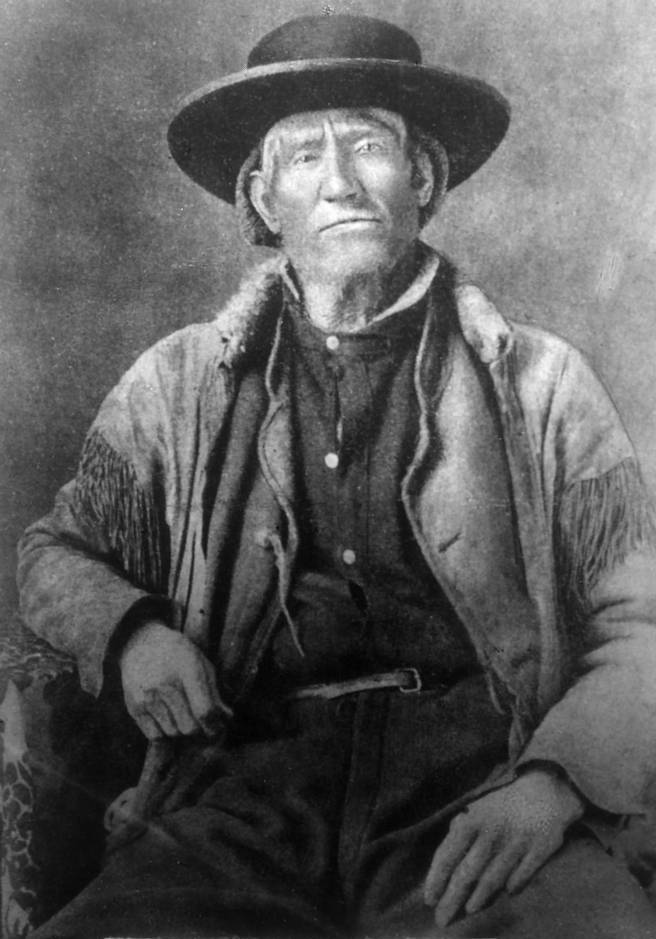
O famoso montanhista Jim Bridger serviu como guia e batedor do exército durante a primeira Expedição do Rio Powder, em 1865, contra os Sioux e Cheyenne nos Territórios de Dakota e Montana.

Historicamente, em áreas onde mapas detalhados não estavam disponíveis, guias com conhecimento local eram empregados para reconhecimento e liderança avançada durante operações militares. Na Europa do século XVIII, a organização mais rigorosa dos recursos militares levou, em vários países, à formação especial de oficiais-guia que tinham como dever principal encontrar, e se necessário estabelecer, rotas para as unidades militares. 

### Regimentos de guias
A génese dos regimentos de guias pode ser encontrada num Corpo de Guias de curta duração formado por Napoleão na Itália em 1796, que parece ter sido uma escolta pessoal ou guarda-costas composta por homens que conheciam o país.  Após a unificação da Itália em 1860, o novo exército nacional incluiu um regimento de cavalaria designado: Regimento dos Guias.
No Exército Belga, os dois regimentos de guias, criados respectivamente em 1833 e 1874, constituíam parte da cavalaria ligeira e passaram a corresponder à cavalaria de guarda de outras nações.  Até a eclosão da Primeira Guerra Mundial, eles usavam um uniforme característico composto por um colete emplumado, um dólman verde trançado em amarelo e calções carmesim. Mecanizados em outubro de 1937, ambos os regimentos formaram batalhões blindados no Exército Belga pós-Segunda Guerra Mundial. Após uma série de fusões, os guias belgas deixaram de existir em 2011.
No exército suíço antes de 1914, os esquadrões de guias agiam como cavalaria divisional. Nesta função, essas unidades de cavalaria leve eram chamadas, ocasionalmente, para liderar colunas e fornecer batedores. 
O Corpo de Guias do Exército Indiano Britânico consistia em uma combinação única de companhias de infantaria e esquadrões de cavalaria.  Após a Primeira Guerra Mundial, o elemento de infantaria foi incorporado ao 12º Regimento da Força de Fronteira e a Cavalaria de Guias formou um regimento separado - o 10º Corpo de Cavalaria de Guias da Rainha Vitória (Força de Fronteira). Esta unidade ainda existe como o 2º Batalhão (Guias) do Regimento da Força de Fronteira do moderno Exército do Paquistão.
Na ordem-unida, um guia é um oficial ou suboficial que regula a direção e o ritmo dos movimentos.  No Corpo de Fuzileiros Navais dos Estados Unidos, o xerife é chamado de guia no treinamento básico.

## Metafísica

### Acompanhante de viagem
Um guia psicodélico é alguém que orienta as experiências de um usuário de drogas, diferentemente de um assistente que apenas permanece presente, pronto para desencorajar viagens ruins e lidar com emergências, mas sem se envolver de outra forma. Guias são mais comuns entre usuários espirituais de enteógenos. Guias psicodélicos foram fortemente encorajados por Timothy Leary e outros autores de The Psychedelic Experience: A Guide Based on the Tibetan Book of the Dead. Pessoas que ficam sentadas durante a viagem também são mencionadas no Juramento do Usuário Responsável de Drogas.

### No islamismo
No islamismo, o ar-Rashid, um dos 99 nomes de Deus, significa o Guia. Disto é derivado o nome árabe comum Rashid.

## Vertambém
- Porteiro
- Guia de montanha